# Zöldszárnyú galamb
A zöldszárnyú galamb (Chalcophaps indica) a madarak (Aves) osztályának galambalakúak (Columbiformes) rendjébe és a galambfélék (Columbidae) családjába tartozó faj.

## Rendszerezése
A fajt Carl von Linné svéd természettudós írta le 1758-ban, a Columba nembe Columba indica néven.

## Alfajai
- Chalcophaps indica augusta Bonaparte, 1855 - Nikobár-szigetek
- Chalcophaps indica indica (Linnaeus, 1758) - Délkelet-Ázsia
- Chalcophaps indica longirostris Gould, 1848 vagy Chalcophaps longirostris
- Chalcophaps indica maxima Hartert, 1931 - Andamán-szigetek
- Chalcophaps indica minima Hartert, 1931 - Numfor, Biak és Mios Num szigetek
- Chalcophaps indica natalis Lister, 1889 - Karácsony-sziget
- Chalcophaps indica robinsoni E. C. S. Baker, 1928 - Srí Lanka
- Chalcophaps indica rogersi Mathews, 1912
- Chalcophaps indica sandwichensis E. P. Ramsay, 1878
- Chalcophaps indica timorensis Bonaparte, 1856[2]

## Előfordulása
Dél- és Délkelet-Ázsiában, Banglades, Bhután, Brunei, Kambodzsa, Kína, Karácsony-sziget, Hongkong, India, Indonézia, Japán, Laosz, Malajzia, Mianmar, Nepál, a Fülöp-szigetek, Szingapúr, Srí Lanka, Tajvan, Thaiföld és Vietnám területén honos. Betelepítették Puerto Ricoba is.
Természetes élőhelyei a szubtrópusi és trópusi síkvidéki és hegyi esőerdők, lombhullató erdők és mangroveerdők, valamint ültetvények és szántóföldek. Állandó nem vonuló faj.

## Megjelenése
Átlagos testhossza 27 centiméter, testtömege 119-144 gramm.
|  |

## Életmódja
Magvakkal és gyümölcsökkel, valamint gerinctelenekkel táplálkozik.

## Természetvédelmi helyzete
Az elterjedési területe rendkívül nagy, egyedszáma csökkenő, de még éri el a kritikus szintet, a Természetvédelmi Világszövetség Vörös listáján nem fenyegetett fajként szerepel.